# Adam Ondra
Adam Ondra (nascido em 5 de fevereiro de 1993 em Brno, República Checa) é um escalador de rochas. Ele também participa de escalada esportiva e competições de boulder.

## Biografia
Em 2007 e 2008 ele venceu a categoria do Campeonato do Mundo da Juventude IFSC Juventude B.
Em 2009, aos dezesseis anos, ele poderia competir no IFSC Chumbo Escalada Copa do Mundo: em seu ano de estréia, ele ganhou a Copa do Mundo batendo espanhol Patxi Usobiaga e japonês Sachi Amma.
Em 2010, ele também ganhou a Copa do Mundo de Bouldering IFSC batendo austríaco Kilian Fischhuber e japonês Tsukuru Hori, e tornando-se o primeiro atleta da história a vencer tanto as disciplinas (lead and bouldering).